# Zaperevodske, Prîlukî
Zaperevodske (în ucraineană Запереводське) este un sat în comuna Biloșapkî din raionul Prîlukî, regiunea Cernihiv, Ucraina.

## Demografie
Componența lingvistică a localității Zaperevodske
     Ucraineană (92%)
     Rusă (8%)
Conform recensământului din 2001, majoritatea populației localității Zaperevodske era vorbitoare de ucraineană (92%), existând în minoritate și vorbitori de rusă (8%).